# Francheville (Metrópoli de Lyon)
Francheville es una comuna francesa situada en la Metrópoli de Lyon, de la región de Auvernia-Ródano-Alpes. Pertenece a la aglomeración urbana de Lyon.
Los habitantes se llaman Franchevillois y Franchevilloises.

## Geografía
Está ubicada en las afueras (banlieue en francés) suroeste de Lyon.

## Ayuntamiento
El consejo municipal está formado por 33 concejales, elegidos por sufragio universal cada seis años. Desde 2014, el alcalde es Michel Rantonnet (LR).

## Demografía
| 786 | 626 | 776 | 977 | 1 103 | 1 237 | 1 385 | 1 551 | 1 528 | 1 697 | 1 843 | 1 707 | 1 858 | 1 874 | 2 005 | 2 143 | 2 092 | 1 912 | 2 018 | 2 003 | 1 918 | 1 944 | 2 237 | 2 805 | 2 659 | 3 077 | 3 527 | 4 064 | 4 932 | 8 099 | 9 500 | 10 863 | 11 324 | 11 708 | 13 599 | 14 198 |
| Para los censos de 1962 a 1999 la población legal corresponde a la población sin duplicidades (Fuente: INSEE [Consultar]) |     |     |     |       |       |       |       |       |       |       |       |       |       |       |       |       |       |       |       |       |       |       |       |       |       |       |       |       |       |       |        |        |        |        |        |

## Ciudades hermanadas
- Hanau (Alemania)
- Loano (Italia)